# نمایشنامه غیرصحنه‌ای
نمایشنامه غیرصحنه‌ای (انگلیسی: Closet drama) نمایشنامهای است که قرار نیست روی صحنه اجرا شود، بلکه توسط یک خواننده یا گاهی با صدای بلند در یک گروه بزرگ خوانده می‌شود. تقابل بین نمایشنامه غیرصحنه‌ای و نمایشنامه کلاسیک «صحنه‌ای» به اواخر قرن هجدهم برمی‌گردد. مورخ ادبی هنری آ. بیرز نمایشنامه غیرصحنه‌ای را «یک محصول کاملاً مشروع از هنر ادبی» می‌داند.

## تعریف
نمایشنامه غیرصحنه‌ای نمایشنامه‌ای است که عمدتاً برای خواندن خلق می‌شود تا اجرا. نمایشنامه‌های غیرصحنه‌ای در ژانری از نوشتار نمایشی بدون توجه به تکنیک صحنه تعریف می‌شوند. صحنه‌پذیری تنها یک جنبه از نمایشنامه غیرصحنه‌ای است: از نظر تاریخی، نمایشنامه‌نویسان ممکن است برای اجتناب از سانسور آثار خود، ژانر نمایشنامه‌نویسی دراماتیک را انتخاب کنند، مثلاً در مورد تراژدی‌های سیاسی. نمایشنامه غیرصحنه‌ای همچنین به‌عنوان شیوه ای از نوشتن نمایشی برای کسانی که به صحنه بازی دسترسی ندارند استفاده شده است، و در این زمینه ارتباط تنگاتنگی با نوشته‌های اولیه زنان مدرن پیدا کرده است. نمایشنامه غیرصحنه‌ای به‌صورت دست‌نوشته منتشر می‌شدند، از جمله شخصیت‌ها و کارگردانی‌های دقیق صحنه، که به خوانندگان اجازه می‌داد متن را طوری تصور کنند که گویی در حال اجرا است. این امر «آمیختگی تنگاتنگی غیرمعمولی بین کتاب و خواننده ایجاد کرد، زیرا در تلاش برای تحریک تخیل تئاتری است.» نمایشنامه‌نویسان به‌دلیل این‌که مخاطب خود را انتخاب کرده‌اند، نگران تحت‌تأثیر قرار دادن مخاطب نبودند؛ بنابراین، آن را به‌عنوان یک سبک نوشتاری آزاد تلقی می‌کردند.
مارتا استرازنیکی این فرم را به‌عنوان «بخشی از یک ماتریس فرهنگی بزرگ‌تر توصیف می‌کند که در آن فضاهای بسته، ممیزی‌های انتخابی و مخالفت‌های سیاسی همسو می‌شوند». چاپ، عامل حیاتی پشت نمایشنامه‌های غیرصحنه‌ای است: «نمایشنامه‌ای که برای اجرا در نظر گرفته نشده است، با این وجود می‌تواند از طریق این رسانه [کتاب] در نمایشنامه‌خوانی خصوصی و حوزه عمومی شنیده شود».

## تاریخچه
گفت‌وگوهای فلسفی نویسندگان یونان و روم باستان مانند افلاطون (به مکالمات سقراط مراجعه کنید) به شکل مکالمات بین «شخصیت‌ها» نوشته شده است و از این نظر شبیه نمایشنامه غیرصحنه‌ای است که بسیاری از آن‌ها کنش کمی دارند اما اغلب از نظر بلاغت فلسفی غنی هستند.
بسیاری استدلال کرده‌اند که تراژدی‌های سنکای جوان از کارل ویلهلم فریدریش شلگل در قرن اول پس از میلاد به‌جای اجرا، برای مهمانی‌های کوچک نوشته شده است. اگرچه این نظریه در تاریخ تئاتر فراگیر شده است، اما هیچ مدرکی وجود ندارد که این ادعا را تأیید کند که نمایشنامه‌های سنکا قرار بود در گردهمایی‌های کوچک ثروتمندان خوانده شوند. ممکن است امپراتور نرون، شاگرد سنکا در برخی از آن‌ها اجرا داشته باشد. برخی از درام‌های قرون وسطی از نوع نمایشنامه غیرصحنه‌ای بودند، مانند درام هروسویتا گاندرشایم و شعرهای مناظره‌ای به شکل شبه‌دراماتیک.

## زنان در نمایشنامه غیرصحنه‌ای
در اوایل دوره مدرن، نویسندگان زن که قادر به «بلند کردن صدای خود» در عموم نبودند، می‌توانستند با استفاده از قالب نمایشنامه غیرصحنه‌ای نظرات خود را عنوان کنند. این مجرای ارتباطی به یک زن این توانایی را می‌داد که «بدون افشای دیدگاه‌های خود در معرض عموم، در گفتمان سیاسی شرکت کند، زیرا خوانندگانش محدود بودند. نوشته‌های زنان تحت‌تأثیر فشارها و اتفاقات اجتماعی بود.
مارگارت لوکاس کاوندیش، نویسنده چهارده جلد کتاب، در دوران تبعیدش به کاوش نمایشنامه‌های غیرصحنه‌ای پرداخت و به‌دلیل علاقه‌اش به طبیعت فلسفی، به یکی از شناخته‌شده‌ترین نمایشنامه‌نویسان زن تبدیل شد. اگرچه زنان در ستم نسبی زندگی می‌کردند، اما در تلاش برای به‌رسمیت شناختن نوشته‌های خود با خطرات شرم و طرد عمومی مواجه می‌شدند.
از دیگر زنان برجسته‌ای که در نوشتن نمایشنامه غیرصحنه‌ای نقش داشتند می‌توان به آن فینچ، جین لوملی و الیزابت کری اشاره کرد.